# Даглас DC-5
Даглас DC-5 (енгл. Douglas DC-5) је био путничко транспортни двомоторни висококрилац, металне конструкције за превоз 18 до 24 путника кога је производила фирма Даглас (Douglas Aircraft Corporation) почевши од 1939. па до 1940. године. То је био последњи двомоторни авион из Дагласове фамилије комерцијалних авиона на клипно елисни погон. Настао је као дериват бомбардера ДБ-7 који је пројектован негде у исто време за потребе француског ратног ваздухопловства.

## Пројектовање и развој
Авион Даглас DC-5 је пројектован 1938. године, за локалне авио-компаније за превоз 16 до 22 путника на кратким релацијама коришћењем малих аеродрома. Даглас је овим авионом желео да попуни рупу у свом производном програму имао је авион Даглас DC-3 намењеног средњолинијском транспорту и Даглас DC-4 намењен трансконтиненталним линијама, недостајао му је модеран авион за кратке релације. 

### Технички опис
За разлику од многих авиона тога доба није био нискокрилац већ висококрилац, имао је аеродинамичан кружни пресек трупа, два мотора Прат&Витни или Рајт Циклон. Новитет код овог авиона је био стајни трап трицикл са предњим точком у носу авиона што омогућава бољи визуелни контакт са земљом, а тиме краће полетање и слетање авиона па тако и већу безбедност лета. Ово решење је касније примењено код већих авиона. Први пробни лет овог авиона је обављен 20. фебруара 1939. године, почеле су да пристижу и прве поруџбине међутим, пројект је пропао због избијања рата тако да су једино испоручени авиони холандском КЛМ-у. Иако је по својој концепцији био погоднији за војни транспортни авион, (утовар терета и искакање падобранаца) војска се определила за проверини Ц-47 (Даглас DC-3), јер није било производних капацитета за производњу два типа, по својим карактеристикама сличних авиона. Чим је обустављена производња DC-5 његово место у производњи је заузело 20 бомбардера преко потребних за наступајући рат.

### Варијанте авиона Даглас
- - авиона са 16 седишта након испитивања купио га је В. Боеинг за личну употребу,
- - основна путничка верзија авиона направљено је 5 примерака од тога 1 прототип а 4 приметака у серијској производњи,
- - два авиона купљена за КЛМ а регистрован у Индонсезији, касније укључени у америчку војску у Аустралији (1942) и добио војне ознаке C-110,
- - морнаричка војна верзија транспортног авиона са 16 седишта, произведено 3 примерка ових авиона један од њих је користио генерал Макартур,
- - морнаричка војна верзија транспортног авиона са 22 седишта, произведено 4 примерака ових авиона, један оборен 1942. остали летели до 1946. године,
- - прототип војне верзија транспортног авиона коришћен за потребе морнарице, изгубљен у току операција у Аустралији.

## Оперативно коришћење
Авион Даглас DC-5 произведен у 12 примерака, његова војна варијанта C-110 и морнаричка R3D-1,2 и 3 су коришћене у току Другог светског рата на пацифичком ратишту и у Аустралији. Сва четири авиона која је купио КЛМ послужила су за евакуацију становништва са острва Јаве за Аустралију приликом напада јапанске војске. Један од ових авиона си заробили Јапанци и пребацили у базу Тацикаве на испитивање. Остала три комада су остала у Аустралији и прикључена Аустралијском ратном ваздухопловству (RAAF) а затим Америчком ратном ваздухопловству. 
Два од ових авиона су нестала у току ратних операција а остали су дочекали крај рата. Један од ових авиона је користио генерал Даглас Макартур у току рата. Авион Даглас DC-5 је искључен из употребе 1946. године. Нема података о томе да ли је сачуван и један примерак овог авиона, зна се само да је један од ових авиона летео у Израелу (1948) и служио као комбинација транспортног авиона и бомбардера.

## Земље које су користиле овај авион
| - Аустралија - Холандија - Јапан - Израел - САД |